# 普萊森特普雷里鎮區 (北達科他州埃迪縣)
普萊森特普雷里鎮區（英語：Pleasant Prairie Township）是位於美國北達科他州埃迪縣的一個鎮區。

## 地方資料
普萊森特普雷里鎮區的面積為90.16平方千米，當中陸地面積為89.52平方千米，而水域面積為0.64平方千米。根據2020年美國人口普查的數據，當地共有人口19人，而人口密度為每平方千米0.21人。